# Pronair
Pronair war eine spanische Charterfluggesellschaft mit Sitz in Albacete. Eine weitere Niederlassung befand sich im Flughafen von Valencia, Erweiterungen waren in Planung. Die Flottenfarben waren weiß und dunkles Magenta. Der Flugbetrieb wurde Ende 2009 eingestellt.

## Ziele
Pronair flog im Charterverkehr hauptsächlich spanische Touristen zu mehreren Zielen in Europa. Mit der Cargo-Boeing 747 wurden Langstrecken-Frachtflüge durchgeführt.

## Flotte
(Stand: September 2009):
- 2 McDonnell Douglas DC-9-87/MD-87
- 1 Boeing 747-200F